# Orizontalism
Orizontalismul (sau ”orizontalitatea”) reprezintă un principiu de organizare non-ierarhică elaborat inițial în cadrul mișcărilor sociale radicale din Argentina, după criza economică majoră din 2001 și care a fost ulterior adoptat de mișcări contestatare din alte părți ale globului – Occupy, Indignados/Podemos, Syriza etc.  
Trăsăturile generale ale orizontalismului: democrație directă (și suspiciune pentru democrația reprezentativă și delegare a împuternicirilor în cadrul organizației), consens (atît ca rezultat, dar și ca proces de negociere a diferențelor și confruntare a viziunilor diferite asupra lumii), organizare non-ierarhică, suspiciune față de partidele politice, absența unor lideri (deciziile se iau de comun acord).